# 龍園

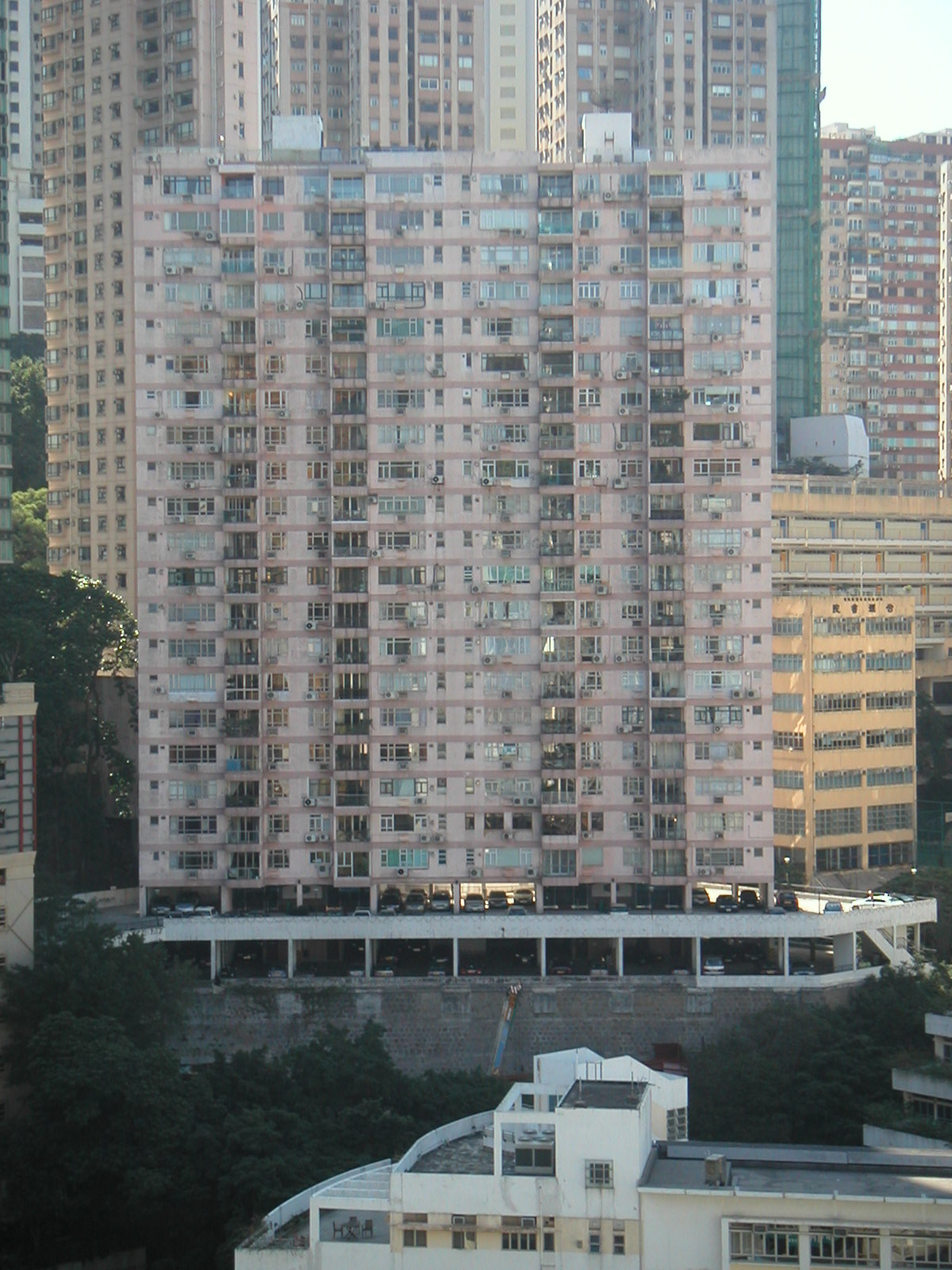
2008年的龍園

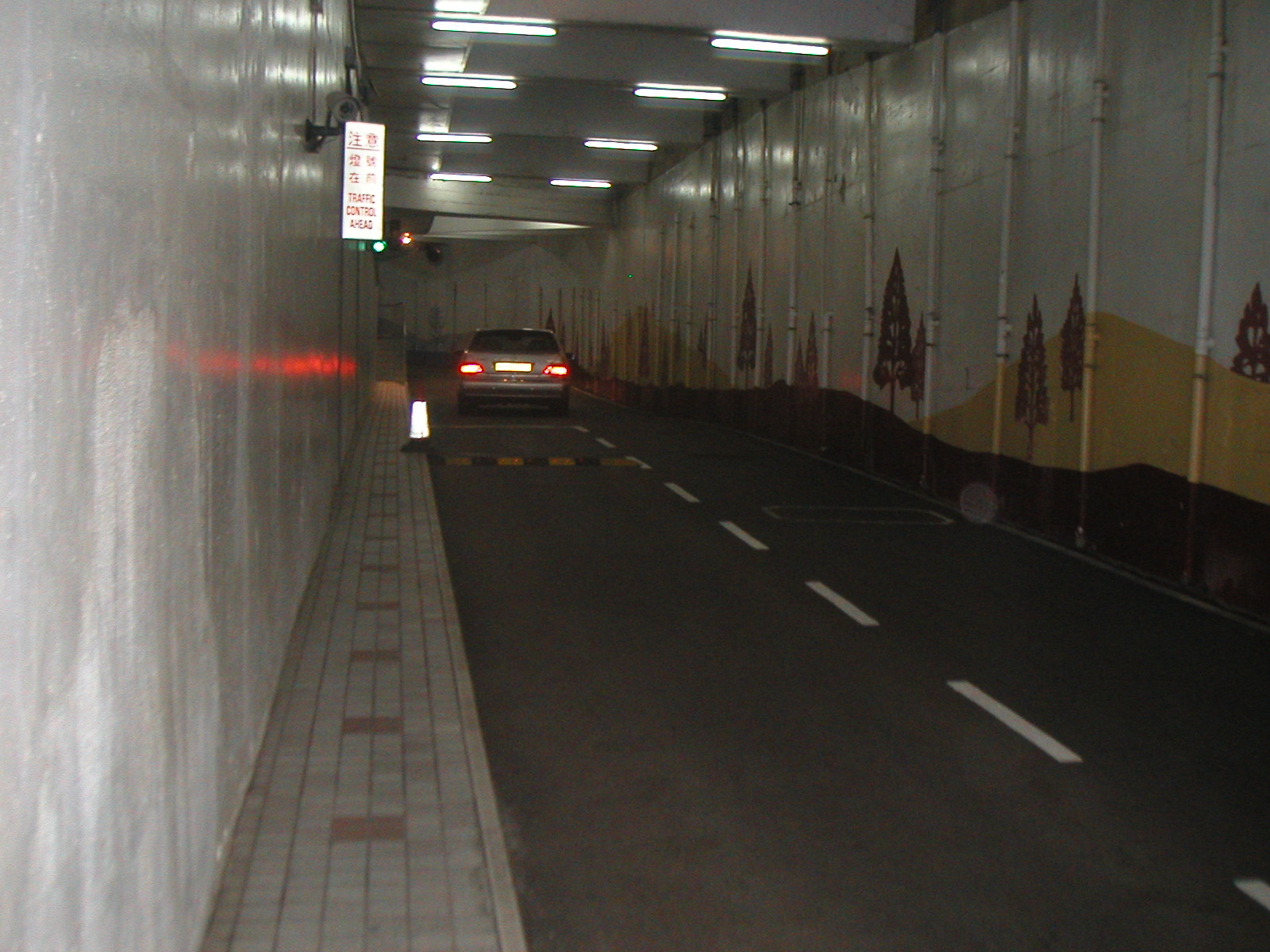
龍園的停車場出入口（2008年）

龍園（Dragon Garden）位於香港島大坑道春暉台1號，是大坑的一個老牌豪宅屋苑，鄰近香港真光中學、光明臺、勵德邨、虎豹別墅、渣甸山名門及中華基督教會公理書院。 
龍園於1976年建成，同年入伙，由A、B、C、D四座組成一幢住宅大厦，每座樓高20層，整個屋苑共有80個住宅單位。它曾於1995年及2012年進行大型的翻新工程。

## 交通

### 主要交通幹道
- 大坑道

## 外部連結
- 雅虎地產: 龍園